# Charles M. Clarke
Charles M. Clarke (Melbourne, Australia) es un ecólogo y botánico especializado en las plantas carnívoras del género Nepenthes. Clarke cuenta con una matrícula de honor en Botánica de la Universidad de Monash en Melbourne , y un doctorado en Gestión de Ecosistemas en la Universidad de Nueva Inglaterra, en Armidale, Nueva Gales del Sur.
Clarke viajó por primera vez a Borneo en busca de plantas carnívoras en 1987. En 1989 y 1990 vivió en Brunéi, donde estudió la ecología de Nepenthes. Entre viajes, Clarke ha enseñado Ecología y Biometría en la Universidad James Cook en Queensland y trabajó como consultor de horticultura en Hong Kong.
En la actualidad trabaja en el Campus de la Universidad de Monash Malasia. Clarke ha escrito cinco libros y guías sobre Nepenthes, que presentan una síntesis de las investigaciones realizadas en sus viajes por el archipiélago malayo. El más significativo de estas obras son las monografías Nepenthes of Borneo (1997) y Nepenthes of Sumatra and Peninsular Malaysia (2001).
Clarke ha descrito seis especies de Nepenthes: N. baramensis (ahora conocida como N. hemsleyana), N. benstonei, N. chaniana, N. izumiae, N. jacquelineae, y N. tenax.

## Algunas publicaciones
- Clarke, C.M. 1992. The ecology of metazoan communities in Nepenthes pitcher plants in Borneo, with special reference to the community of Nepenthes bicalcarata Hook.f. Ph.D. thesis, University of New England, Armidale, N.S.W. 269 pp.

- Clarke, C.[M.] 1993. The Possible Functions of the Thorns of Nepenthes bicalcarata (Hook.f.) Pitchers. — PDF (194 KiB) Carnivorous Plant Newsletter 22(1–2): 27–28.

- Clarke, C.M. & R.L. Kitching 1993. The Metazoan Food Webs from Six Bornean Nepenthes Species. Ecological Entomology 18: 7–16.

- Clarke, C.M. & J.A. Moran 1994. A further record of aerial pitchers in Nepenthes ampullaria Jack. Malayan Nature Journal 47: 321–323.

- Clarke, C.M. & R.L. Kitching 1995. Swimming Ants and Pitcher Plants: a Unique Ant-Plant Interaction from Borneo. Journal of Tropical Ecology 11(4): 589–602.

- Clarke, C.M. 1997. Nepenthes of Borneo. Natural History Publications (Borneo), Kota Kinabalu. xi + 207 pp.

- Clarke, C.M. 1997. Another nice trip to Sumatra. Carnivorous Plant Newsletter 26(1): 4–10.

- Clarke, C.M. 1997. The effects of pitcher dimorphism on the metazoan community of the carnivorous pitcher plant Nepenthes bicalcarata Hook.f. Malayan Nature Journal 50: 149–157.

- Clarke, C.M. 1998. Initial colonisation and prey capture in Nepenthes bicalcarata (Nepenthaceae) pitchers in Brunei. Sandakania 12: 27–36.

- Clarke, C.M. 1998. The aquatic arthropod community of the pitcher plant, Nepenthes bicalcarata (Nepenthaceae) in Brunei. Sandakania 11: 55–60.

- Clarke, C.M. 1998. A re-examination of geographical variation in Nepenthes food webs. Ecography 21(4): 430–436. doi 10.1111/j.1600-0587.1998.tb00408.x

- Clarke, C.M. 1999. Nepenthes benstonei (Nepenthaceae), a new pitcher plant from Peninsular Malaysia. Sandakania 13: 79–87.

- Clarke, C.M. 2001. Ecology & Conservation of Montane Nepenthes (Nepenthaceae) in Sumatra. Fourth International Flora Malesiana Symposium. 20–24 de julio de 1998, Kuala Lumpur.

- Clarke, C.M. 2001. Nepenthes of Sumatra and Peninsular Malaysia. Natural History Publications (Borneo), Kota Kinabalu. ix + 325 pp.

- Clarke, C.M. 2001. A Guide to the Pitcher Plants of Sabah. Natural History Publications (Borneo), Kota Kinabalu. iv + 40 pp.

- Moran, J.A., M.A. Merbach, N.J. Livingston, C.M. Clarke & W.E. Booth 2001. Termite Prey Specialization in the Pitcher Plant Nepenthes albomarginata - Evidence from Stable Isotope Analysis. — PDF Annals of Botany 88: 307–311

- Clarke, C.M. 2002. A Guide to the Pitcher Plants of Peninsular Malaysia. Natural History Publications (Borneo), Kota Kinabalu. iv + 32 pp.

- Clarke, C.M., T. Davis & R. Tamin 2003. Nepenthes izumiae (Nepenthaceae): a new species from Sumatra. Blumea 48: 179–182

- Moran, J.A., C.M. Clarke & B.J. Hawkins 2003. From Carnivore to Detritivore? Isotopic Evidence for Leaf Litter Utilization by the Tropical Pitcher Plant Nepenthes ampullaria. International Journal of Plant Sciences 164: 635–639

- Dong, T.T.X., Q.M. Xiao, C.M. Clarke, H.S. Zhong, N.J. Zhao, K.L. Chun & K.W.K. Tsim 2003. Phylogeny of Astragalus in China: Molecular evidence from the DNA sequences of 5S rRNA spacer, ITS, and 18S rRNA. Journal of Agricultural and Food Chemistry 51(23): 6709–6714

- Clarke, C.M. & C.C. Lee 2004. A Pocket Guide: Pitcher Plants of Sarawak. Natural History Publications (Borneo), Kota Kinabalu. vi + 81 pp.

- Cantley, R., C.M. Clarke, J. Cokendolpher, B. Rice & A. Wistuba 2004. Nepenthes clipeata Survival Project. International Carnivorous Plant Soc.

- Clarke, C.M., C.C. Lee & S. McPherson 2006. Nepenthes chaniana (Nepenthaceae), a new species from north-western Borneo. Sabah Parks Journal 7: 53–66

- Clarke, C.M & R. Kruger 2006. Nepenthes tenax C.Clarke and R.Kruger (Nepenthaceae), a new species from Cape York Peninsula, Queensland. Austrobaileya 7(2): 319–324

- Clarke, C.M. 2006. Introduction. In: Danser, B.H. The Nepenthaceae of the Netherlands Indies. Natural History Publications (Borneo), Kota Kinabalu. pp. 1–15

- Clarke, C.M., U. Bauer, C.C. Lee, A.A. Tuen, K. Rembold & J.A. Moran 2009. Tree shrew lavatories: a novel nitrogen sequestration strategy in a tropical pitcher plant. — PDF Biology Letters 5(5): 632–635. doi 10.1098/rsbl.2009.0311

- Chin, L., J.A. Moran & C. Clarke 2010. Trap geometry in three giant montane pitcher plant species from Borneo is a function of tree shrew body size. New Phytologist 186 (2): 461–470. doi 10.1111/j.1469-8137.2009.03166.x

- Clarke, C.M., J.A. Moran & L. Chin 2010. Mutualism between tree shrews and pitcher plants: perspectives and avenues for future research. Plant Signaling & Behavior 5(10): 1187–1189. doi 10.4161/psb.5.10.12807

- Clarke, C., J.A. Moran & C.C. Lee 2011. Nepenthes baramensis (Nepenthaceae) – a new species from north-western Borneo . Blumea 56(3): 229–233. doi 10.3767/000651911X607121
- La abreviatura «C.Clarke» se emplea para indicar a Charles M. Clarke como autoridad en la descripción y clasificación científica de los vegetales.[3]